# Biotopo palude di Fontana Abisso
La palude di Fontana Abisso è un biotopo del Friuli-Venezia Giulia istituito come area naturale protetta nel 1998.
Occupa una superficie di 9,7 ha nella provincia di Udine.